# Dangerous (Kraantje Pappie)
Dangerous is een lied van de Nederlandse zanger Kraantje Pappie. Het werd in 2024 als single uitgebracht.

## Achtergrond
Dangerous is geschreven door Alex van der Zouwen, Lodewijk Martens, Nik Roos, Don Zwaaneveld, Matthijs de Ronden en Niels Littooij en geproduceerd door Martens en Roos. Het is een lied dat past in het genre nederpop met effecten uit de electropop. Het lied gaat over een nacht waarin hij twijfelt of hij op een meisje moet afstappen. Hij beschrijft in het lied gedetailleerd hoe zij eruitziet en hoe ze zich gedraagt.

## Hitnoteringen
De artiest had weinig succes met het lied in de Nederlandse hitlijsten. Er was geen notering in de Single Top 100 en ook de Top 40 werd niet bereikt. Bij laatstgenoemde was er wel de negentiende positie in de Tipparade.